# Marco Walker (Fussballspieler)
Marco Walker (* 2. Mai 1970 in Solothurn) ist ein ehemaliger Schweizer Fussballspieler und heutiger -trainer.

## Spielerlaufbahn
Marco Walker begann seine Spielerkarriere mit 18 Jahren beim FC Grenchen in der Schweiz. 1990 wechselte er zum FC Lugano. Für Lugano bestritt Walker 42 Ligaspiele, in denen ihm ein Tor gelang. Er wechselte zur Saison 1992/93 zum FC Basel und spielte bis 1996 für die Basler. Er empfahl sich dabei für ein Auslandengagement und debütierte für die Schweizer Fussballnationalmannschaft. Ab der Saison 1996/97 spielte der linke Aussenverteidiger für den TSV 1860 München. Walker spielte zwei Spielzeiten für die Münchner in der ersten Liga, ehe er sich im Sommer 1998 Tennis Borussia Berlin anschloss. Der Aufsteiger aus der Regionalliga landete im vorderen Tabellendrittel. Als dem Verein im Jahr 2000 die Lizenz für die 2. Bundesliga entzogen wurde, verliess Walker den Verein.
Walker kehrte in die Schweiz zurück und wechselte zum FC St. Gallen. Nach zwei Spielzeiten ging er zum FC Aarau. Mit seinen Leistungen konnte er sich in der Saison 2002/03 für die 2. Bundesliga interessant machen. Der 1. FSV Mainz 05 verpflichtete Walker und schaffte mit ihm den ersten Aufstieg der Vereinsgeschichte in die 1. Bundesliga. Bis 2005 spielte Walker nur noch für die zweite Mannschaft der Mainzer in der Regionalliga Süd.
Seine Karriere beendete der zehnmalige Nationalspieler im Jahr 2006 beim BSC Old Boys Basel in der Schweiz.

## Als Trainer
Walker arbeitete von 2007 bis 2009 bei Concordia Basel als Co-Trainer. Im Januar 2009 wechselte er zu seinem ehemaligen Verein, dem FC Basel, und wurde Co-Trainer unter Christian Gross. Als Thorsten Fink kurze Zeit später den Trainerposten von Gross übernahm, bekam Walker die Überwachung der Mannschaftsfitness als Aufgabengebiet zugewiesen. Walker gehörte zum Trainerstab der Basler. Ab Juni 2018 war er Assistenztrainer beim FC Aarau.
Ab dem 16. März 2021 war er Cheftrainer beim FC Sion in der Super League. Anfang Oktober 2021 wurde er entlassen.